# Ormyrus sugonjaevi
Ormyrus sugonjaevi (лат.) — вид мелких паразитических хальцидоидных наездников рода Ormyrus из семейства Ormyridae. Израиль (Bet Dagan, 32°00′N, 34°50′E).
Длина 1,7 мм. Тело темно-зелёное с желтовато-коричневыми боками 1-го и 2-го тергитов и ногами.
Усики у самцов и самок одинаковые, состоят из 8-членикового жгутика, 3-члениковой булавы, педицеля и скапуса. Передний край клипеуса прямой. Жвалы двузубчатые. Грудь выпуклая (горбатая). Брюшко удлинённое с зубчатой скульптурой. Вид был впервые описан в 2015 году и назван в честь крупного российского энтомолога профессора Евгения Семеновича Сугоняева (1931—2014). Принадлежит к видовой группе O. diffinis group. Обнаружен на васильках вида Centaurea procurrens (Сложноцветные), заражённых личинками мух-пестрокрылок (Tephritidae), чьими хозяевами, предположительно является.